# René Pijnen
René Pijnen, né le 3 septembre 1946 à Woensdrecht, est un coureur cycliste néerlandais. Il compte 72 victoires dans les épreuves sur piste de six jours et a été champion olympique du contre-la-montre par équipes aux Jeux de 1968.

## Palmarès sur route

### Palmarès amateur
- 1967
  - 1re et 4e étapes de la Flèche du Sud
  - Ronde van Oud-Vossemeer
  - Scottish Milk Race :
    - Classement général
    - 1re et 3e étapes

  - 2e étape du Tour de Namur
  - 3e du Tour d'Overijssel
  -  Médaillé de bronze du championnat du monde sur route amateurs
- 1968
  -  Champion olympique du contre-la-montre par équipes (avec Fedor den Hertog, Jan Krekels, Joop Zoetemelk)
  - 7ea et 7eb (contre-la-montre) étapes du Tour de Belgique amateurs
  - 5e de la course en ligne des Jeux olympiques

### Palmarès professionnel
- 1969
  - 2e et 4ea étapes du Tour de Luxembourg
  - Classement général du Tour du Nord
  - Grand Prix de clôture
  - 5e de Paris-Luxembourg
  - 6e de Milan-San Remo
  - 6e des Quatre Jours de Dunkerque
- 1970
  - 2e du Paris-Tours
  - 3e du Tour de Luxembourg
- 1971
  - Prologue, 5e et 17ea (contre-la-montre) étapes du Tour d'Espagne
  - 4e étape du Grand Prix du Midi libre
  - 2e étape du Tour de la Nouvelle-France
  - 8e du Tour de la Nouvelle-France
- 1972
  - Prologue du Tour d'Espagne
  - Grand Prix de Fourmies :
    - Classement général
    - 1re étape (contre-la-montre)

  - 4e étape du Tour du Nord
- 1973
  - Prologue des Quatre Jours de Dunkerque
  - 2e du Grand Prix de Saint-Tropez
  - 3e du Tour de Belgique
  - 5e des Quatre Jours de Dunkerque
- 1974
  - Rediffusion 500 GP
  - 2e du Grand Prix d'Antibes
  - 3e de À travers la Belgique
- 1975
  - 3e de Bruxelles-Meulebeke
  - 6e des Quatre Jours de Dunkerque
  - 8e de Paris-Tours

## Résultats sur les grands tours

### Tour de France
2 participations
- 1969 : abandon (6e étape)
- 1970 : hors délais (8e étape)

### Tour d'Espagne
3 participations
- 1970 : 20e,  maillot jaune pendant huit jours (dont deux demi-étapes)
- 1971 : 28e, vainqueur du prologue, des 5e et 17ea (contre-la-montre) étapes,  maillot jaune pendant huit jours
- 1972 : hors délais (5e étape), vainqueur du prologue,  maillot jaune pendant un jour

## Palmarès sur piste

### Championnats du monde
| - Saint-Sébastien 1973 - Médaillé d'argent de la poursuite individuelle - Montréal 1974 - Médaillé de bronze de la poursuite individuelle | - Rocourt 1975 - 7e de la poursuite - Monteroni di Lecce 1976 - 8e du demi-fond |

### Six Jours
- 1970 : Anvers (avec Klaus Bugdahl et Peter Post)
- 1971 : Anvers (avec Leo Duyndam et Peter Post)
- 1972 : Rotterdam, Berlin (avec Leo Duyndam), Anvers (avec Leo Duyndam et Theofiel Verschueren)
- 1973 : Rotterdam, Munich (avec Leo Duyndam), Anvers (avec Leo Duyndam et Gerard Koel)
- 1974 : Dortmund, Londres (avec Patrick Sercu), Brême, Rotterdam (avec Leo Duyndam), Berlin (avec Roy Schuiten)
- 1975 : Brême (avec Patrick Sercu), Londres, Münster, Francfort, Munich (avec Günter Haritz)
- 1976 : Brême, Münster (avec Günter Haritz)
- 1977 : Herning (avec Gert Frank), Cologne (avec Günter Haritz), Rotterdam (avec Danny Clark), Grenoble (avec Francesco Moser), Londres (avec Patrick Sercu)
- 1978 : Dortmund, Milan (avec Francesco Moser), Maastricht (avec Gerrie Knetemann), Rotterdam (avec Danny Clark), Zurich (avec René Savary)
- 1979 : Brême (avec Danny Clark), Groningue (avec Wilfried Peffgen), Copenhague (Gert Frank), Anvers (Michel Vaarten et Albert Fritz), Grenoble, Milan (Francesco Moser), Herning (avec Gert Frank), Francfort (avec Gregor Braun)
- 1980 : Cologne (avec Danny Clark), Maastricht (avec Gerrie Knetemann), Rotterdam (avec Jan Raas), Anvers (avec Wilfried Peffgen et Roger De Vlaeminck), Francfort (avec Gregor Braun)
- 1981 : Brême (avec Gregor Braun), Maastricht (avec Ad Wijnands), Münster (avec Gert Frank), Anvers (avec Alfons De Wolf)
- 1982 : Brême (avec Albert Fritz), Copenhague (avec Patrick Sercu), Maastricht (avec Ad Wijnands), Munich, Rotterdam (avec Patrick Sercu), Milan (avec Giuseppe Saronni)
- 1983 : Brême (avec Gregor Braun), Gand (avec Etienne De Wilde), Munich (avec Urs Freuler), Rotterdam (avec Patrick Sercu), Anvers (avec Constant Tourné), Madrid (Enrique Martinez Heredia), Milan (avec Francesco Moser)
- 1984 : Dortmund, Paris (avec Francesco Moser), Cologne (avec Josef Kristen), Maastricht (avec Danny Clark), Milan (avec Francesco Moser), Rotterdam (avec Urs Freuler)
- 1985 : Munich (avec Urs Freuler), Rotterdam (avec Danny Clark), Zurich (avec Gert Frank)
- 1986 : Maastricht (avec Dietrich Thurau), Stuttgart (avec Gert Frank)
- 1987 : Cologne (avec Dietrich Thurau)

### Championnats d'Europe
| - 1971 - Médaillé d'argent de l'américaine - 1972 - Médaillé de bronze de l'omnium - 1973 - Médaillé d'or de l'américaine (avec Leo Duyndam) - Médaillé d'argent de l'américaine - 1974 - Médaillé d'or de l'américaine (avec Patrick Sercu) - Médaillé d'argent de la course derrière derny - 1975 - Médaillé de bronze du demi-fond - 1976 - Médaillé d'or de l'américaine (avec Günter Haritz) - 1977 - Médaillé d'argent de l'américaine | - 1978 - Médaillé d'or de la course derrière derny - 1979 - Médaillé d'argent de la course derrière derny - Médaillé d'argent de l'américaine - 1980 - Médaillé d'or de l'américaine (avec Michel Vaarten) - 1982 - Médaillé d'or de l'américaine (avec Patrick Sercu) - Médaillé de bronze de la course derrière derny - 1985 - Médaillé d'or de l'américaine (avec Gert Frank) - Médaillé de bronze de la course derrière derny - 1987 - Médaillé de bronze de l'américaine |

### Championnats nationaux
- Champion des Pays-Bas de poursuite en 1973
- Champion des Pays-Bas des 50 kilomètres en 1973